# Nic Waal
Pour les articles homonymes, voir Waal (homonymie).
Nic Waal, née Caroline Schweigaard Nicolaysen à Oslo (Norvège) le 1er janvier 1905 et morte le 28 mai 1960, est une pédiatre et pédopsychiatre norvégienne, remarquée pour son travail auprès des enfants et des adolescents. Elle est également active dans la Résistance norvégienne durant la Seconde Guerre mondiale et reconnue comme Juste parmi les nations par Yad Vashem,,.

## Biographie
Caroline Schweigaard Nicolaysen (surnommée Bitteba dans son enfance) est la plus jeune fille de Vilhelm Bernhoft Nicolaysen, officier dans l'armée et d'Anna Horn. Elle grandit dans le quartier de Gomansbyen à Oslo, enfant active et curieuse mais sensible. Selon son fils, Helge Waal, elle est sujette aux maladies psychosomatiques et effectue sa première année de collège à la maison, pour des raisons de santé. En 1921, elle entre à l'École de la cathédrale d'Oslo.
Elle fréquente l'université d'Oslo où elle devient politiquement active en tant que radicale-socialiste et termine ses études de médecine en 1930. Elle entre au mouvement Mot Dag où elle travaille en tant que rédactrice de la revue Æsculap. Ses convictions politiques sont les fondations de sa vie, de ses engagements dans les causes sociales en lien avec les enfants et les adolescents.
En proie à des propres problèmes émotionnels toute sa vie, elle commence à suivre une psychanalyse avec Harald Schjelderup pendant ses études. En 1927, elle épouse l'écrivain Sigurd Hoel. Elle part étudier la psychanalyse à Berlin sous la direction de Salomea Kempner (de), et entre, en 1933 et 1934, dans les associations allemande et dano-norvégienne de psychanalyse. En 1936, Sigurd Hoel et elle divorcent et l'année suivante, elle épouse Wessel Waal dont elle prend le nom.
Pendant son séjour à Berlin, elle devient l'associée de Wilhelm Reich et l'accompagne quand il fuit les persécutions nazies vers la Norvège. Elle continue sa formation avec l'autrichien Otto Fenichel jusqu'en 1939, année où elle ouvre son propre cabinet de psychanalyse et rejoint le personnel de l'hôpital de Gaustad, où elle restera jusqu'en 1947.
Pendant l'occupation allemande de la Norvège entre 1940 et 1945, Nic Waal entre dans la Résistance. Elle assure la fuite d'enfants juifs d'Oslo, les sauvant de la déportation et d'une mort certaine. Pour ces actions, elle est reconnue comme Juste parmi les Nations par Yad Vashem. Elle est aussi active dans les services de renseignement clandestins, XU. Au printemps 1945, elle est brièvement arrêtée et fuit en Suède.
Nic Waal reprend ses activités professionnelles après-guerre. Elle reste membre du personnel de l'hôpital de Gaustad et de celui d'Ullevål et travaille au Danemark, aux États-Unis, en Suisse et en France avec Serge Lebovici. Cyrille Koupernik se souvient d'elle comme de la « folle norvégienne ». En 1951, elle est qualifiée en tant que psychiatre et en 1953, devient l'une des premières psychiatres en Norvège spécialisée dans les enfants et les adolescents.
Peu après que sa demande pour devenir cheffe du personnel de l'Institut psychiatrique pour enfants et adolescents de l'hôpital national norvégien est refusée, elle créé son premier cabinet en 1951, le Nic Walls Institutt, d'abord dans son sous-sol de Husebygrenda puis dans sa « maison bleue » de Munkedamsveien près de Skillebekk.
Nic Waal reste active professionnellement, en tant que directrice de son institut jusqu'à sa mort en 1960, tout en aidant les jeunes délinquants. Elle a deux enfants avec Wessel Waal, le psychiatre Helge Waal (devenu son biographe) et le psychologue de l'enfance Berit Waal Skaslien. Elle divorce de Helge Waal en 1951, année où elle épouse Alex Helju, qui meurt dans un accident de bateau en 1954,.

## Contributions professionnelles et postérité
En dépit de ses problèmes personnels, Nic Waal a une vie professionnelle active, participe aux plaidoyers sur les questions de santé publique, s'intéresse à l'enseignement de sa discipline. Elle a apporté de nombreuses contributions dans les domaines suivants :
- La pratique de la psychanalyse et de la psychothérapie, dans le cadre des travaux de Wilhelm Reich. Ses travaux sont pionniers dans le champ des techniques de diagnostics psychiatriques somatiques.
- La reconnaissance de la psychiatrie enfantine et adolescente comme un champ distinct de la santé mentale en Norvège.
- La sexualité chez les enfants et les adolescents.
- L'éducation : son institut a créé des programmes éducatifs pour six professions, y compris pour les psychologues, les travailleurs sociaux et les éducateurs cliniques.

Dans une interview pour la Société norvégienne de radiodiffusion peu de temps avant sa mort, elle dit :

« Beaucoup de gens pensent avec leur tête et ressentent des choses différentes avec leur cœur. Beaucoup taisent leurs sentiments lorsqu'ils pensent. C'est souvent appelé être logique. Mais le cœur a aussi sa propre logique. Il est dit que les femmes pensent avec leur cœur - comme si c'était quelque chose d'incompatible... Je suis enclin à dire que prendre des décisions spontanées, avec le cœur, était et est l'opinion la plus importante aujourd'hui et dans le futur. »

Le Nic Waal Institutt, renommé pendant un temps, continue d'être le leader régional dans l'enseignement de la région d'Oslo, sous le patronage du Lovisenberg Diakonale Sykhus.

## Publications
- Filmen og barna, Oslo, Tiden, 1938 - sur les films et leurs impacts sur les enfants
- Vi og smårollingene våre i det første året, Oslo, Tiden, 1948 - sur l'éducation des jeunes enfants
- Personlighetsdiagnostikk med henblikk på strukturbeskrivelse : utkast til begrepssystem, Oslo, Nic Waals Institutt, 1956 -publiction de son institut
- Nic Waal's metode for somatisk psykodiagnostikk : beskrivelse av undersøkelsesmetoden med utkast til begrepssystem, Oslo, Nic Waals Institutt, 1957 - un aperçu de la méthodologie de diagnostic somatique de Waal.
- Er det foreldrenes skyld?, Oslo, Cappelen, 1962 - publié à titre posthume mais traduit en plusieurs langues, sur le rôle des parents et des névroses sexuelles.
- Utvalgte faglige skrifter, Oslo, 1969 - textes choisis par Nic Waal.
- Helge Waal, Nic Waal : det urolige hjerte, Oslo, Pax, 1991 (ISBN 82-530-1530-5) - biographie de Nic Waal par son fils
- Øystein Rottem, LystLesninger : åtte essays om kjønn og identitet i norsk litteratur, Oslo, Cappelen akademisk forlag, 1996, 347 p. (ISBN 82-456-0034-2) - essais biographiques de Henrik Ibsen, Knut Hamsun, Sigurd Hoel, Agnar Mykle et d'autres
- Nic Waals institutt : pioner og aktør i norsk barne- og ungdomspsykiatri gjennom 50 år, Oslo, Nic Waals Institutt, 2003 (ISBN 82-991501-9-1) - publication pour l'anniversaire de son institut